# Sultanato di Mascate
Il sultanato di Mascate fu un dominio marittimo sorto nel XVII secolo che perdurò sino al 1820 quando venne unificato al già esistente imamato di Oman a formare il sultanato di Mascate e Oman.

## Storia
Nel 1745 Nadir, scià di Persia, pensò di prendere il controllo del Golfo Persico e per poter controllare al meglio i porti locali ed il commercio nell'area, pensò di conquistare anche parte della penisola araba.
Nadir istituì una grande flotta nei porti a nord che successivamente inviò verso Mascate che venne conquistata, permettendo così di ripopolare l'area coi persiani. Quando Nadir Shah venne assassinato nel 1747 il suo impero andò disgregandosi e pertanto il sultanato di Oman riprese la propria indipendenza dalla dinastia Afsharide, lasciando indipendente quello di Mascate.